# Caner Topçu
Caner Topçu (* 25. Juni 1997 in Istanbul) ist ein türkischer Schauspieler.

## Leben und Karriere
Topçu wurde am 25. Juni 1997 in Istanbul geboren. Seine Familie stammt aus Kastamonu. Nach dem Abschluss der Grund- und Mittelschule in Istanbul zeigte er Interesse an der Schauspielerei und erhielt Schauspielunterricht bei Harun Özer und Fulya Filazi. Anschließend trat er in einigen Theaterstücken wie Beyaz Cehennem, Dikkat İnternet Var, Sarıkamış und İnançtan Zafere auf.
Sein Debüt gab er 2015 in dem Kinofilm Bilinçsizler. Sein Durchbruch hatte er 2021 in der Serie Barbaroslar: Akdeniz'in Kılıcı. Seit 2022 ist Topçu in Duy Beni zu sehen.

## Filmografie
Filme
- 2015: Bilinçsizler
- 2018: Evrensel Döngü: Yaşam Ağacına Yolculuk
- 2019: Evrensel Döngü 2: Zamansal Yolculuk

Serien
- 2019: Nöbet
- 2021: Hiç
- 2021–2022: Barbaroslar: Akdeniz'in Kılıcı
- seit 2022: Duy Beni